# Autotise
Autotise ou autótise (do grego αὐτός "auto" e θυσία "sacrifício") é o processo em que um animal se destrói por uma ruptura interna ou pela explosão de um órgão interno que venha a romper a pele. O termo foi proposto por Eleonor e Ulrich Maschwitzów, em 1974, para descrever o mecanismo de defesa da formiga-carpinteira (Camponotus saundersi). A autotise é causada pela contração de músculos ao redor de uma larga glândula que pressiona as paredes glandulares ao ponto da explosão. É uma forma de suicídio altruísta.

## Cupins
Alguns cupins (como os soldados da espécie Globitermes sulphureus) expelem uma pegajosa secreção ao romper a glândula perto da pele dos seus pescoços, criando uma defesa contra as formigas. Além dessa espécie, já foram registrados casos em colônias da espécie Serritermes serrifer e dos gêneros Dentispicotermes, Genuotermes e Orthognathotermes. 
Algumas espécies da sub-família Apicotermitinae (isenta de soldados), como as do gênero Grigiotermes e Ruptitermes, possuem trabalhadores que podem realizar autotise. Essa forma de autotise é uma das formas mais efetivas de defesa dentre os cupins, já que os trabalhadores sacrificados bloqueiam o túnel que dá passagem ao ninho e também permite uma troca entre atacantes e defensores um-por-um, fazendo com que os ataques dos cupins gastem uma grande quantidade de energia dos predadores.
Os soldados da família Serritermitidae têm uma estratégia de defesa que envolve a autotise da glande frontal: o corpo rompe entre a cabeça e o abdômen. Não usam a autotise fora do ninho, somente quando dentro do ninho, para bloquear os túneis e prevenir a entrada dos predadores.
Trabalhadores velhos da espécie Neocapritermes taracua desenvolvem manchas azuis nos seus abdômens que são preenchidos por proteínas contendo cobre. Essas proteínas reagem com uma secreção da glândula labial superior, causando a autotise tóxica para outros cupins.